# 8月22日 (旧暦)
旧暦8月22日は旧暦8月の22日目である。六曜は大安である。

## できごと
- 大同元年（ユリウス暦806年10月7日） - 空海が唐から帰国。真言宗を伝える
- 明和4年（グレゴリオ暦1767年9月14日） - 江戸幕府によって山県大弐や藤井右門らが処刑。（明和事件）
- 文久2年(閏)（グレゴリオ暦1862年10月15日） - 江戸幕府が参勤交代を緩和。妻子の帰国を許し3年に1度の出府に

## 誕生日
- 延文3年/正平13年（ユリウス暦1358年9月25日） - 足利義満、室町幕府3代将軍（+ 1408年）
- 安政元年（グレゴリオ暦1854年10月13日） - 辰野金吾、建築家（+ 1919年）

## 忌日
- 久安元年 - 藤原璋子、待賢門院、国母（* 1101年）
- 慶長9年（グレゴリオ暦1604年9月15日） - 村上武吉、能島村上水軍当主（* 1533年）
- 承応2年（グレゴリオ暦1653年10月13日） - 養珠院、徳川家康の側室（* 1580年）
- 明和4年（グレゴリオ暦1767年9月14日） - 山県大弐、儒学者（* 1725年）
- 明和4年（グレゴリオ暦1767年9月14日） - 藤井直明、尊王論者（* 1720年）